# Ischnobracon gressitti
Ischnobracon gressitti är en stekelart som beskrevs av Baltazar 1963. Ischnobracon gressitti ingår i släktet Ischnobracon och familjen bracksteklar. Inga underarter finns listade i Catalogue of Life.